# Satupaʻitea

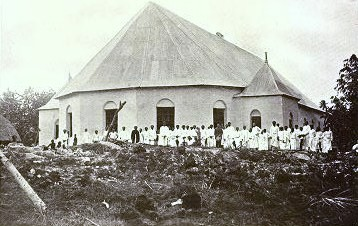
Methodistenkirche, ca. 1908.

Satupaʻitea ist einer der 11 politischen Bezirke (samoanisch itūmālō, englisch electoral district, political district) mit vier Dörfern an der Südostküste von Savaiʻi in Samoa. Auch das traditionelle Gebiet Salega gehört dazu.

## Geographie
Der Distrikt ist aufgeteilt in zwei nichtzusammenhängende Areale. Im Osten der Insel, umgeben vom Distrikt Palauli und nach Norden begrenzt vom Distrikt Gagaʻemauga liegt der namengebende Teil des Distrikts mit den Siedlungen Satufiauta, Vaegauta, Mosula, Pitonuu und Satupaʻitea. Die Siedlungen ziehen sich von Nord nach Südwesten entlang der Palauli Bay. Dort befindet sich auch der südliche, namengebende Satupaʻitea Point. Im Landesinnern bildet der Mount Manaʻomia (⊙, 1255 m) einen Grenzpunkt. Auch der Clilate River verläuft in diesem Gebiet.
Die größere Exklave mit dem traditionellen Gebiet Salega liegt im Südosten zwischen den Distrikten Vaisigano und Palauli; sie wird nach Norden auch vom Distrikt Gagaʻifomauga begrenzt. In diesem Gebiet liegen die Siedlungen Fagafau, Samataitai, Samataiuta, Fogatuli, Faiʻaʻai, Vaipuʻa, Fogasavaiʻi und Sagone. Diese Siedlungen ziehen sich an der Küste hin, während das Inland dicht bewaldet ist.
An der Nordgrenze des Distrikts liegen die Berge Mount Maugaloa (⊙, 1133 m) und Mount Elietoga (⊙, 1032 m). Die Bevölkerung der Satupaʻitea village Enclave wurde 2006 mit 1799 Personen angegeben; Die Bevölkerung von Salega mit 3.461 Personen.
Der höchstrangige Titel der Häuptlinge des Distrikts ist Tonumaipeʻa und gilt besonders im Subdistrikt Alataua (Westhälfte des Distrikts).

## Geschichte

### Methodistische Mission im 19. Jahrhundert
Im 19. Jahrhundert war Satupaʻitea ein wichtiger Ausgangspunkt für die methodistische Mission in Samoa. Der englische Missionar George Brown (1835–1917) langte 1860 in Samoa an und lebte mit seiner Frau Lydia in Satupaʻitea. Zwei Jahre lang lebten sie in einer Bambushütte und später errichteten sie ein Missionshaus. 1863 begann Brown Lehrer in Satupaʻitea für die Mission auszubilden. Das 'training' für die methodistischen Pastoren wurde 1868 nach Lufilufi an der Nordküste von Upolu verlegt und als Piula Theological College institutionalisiert.

### Deutsche Besetzung
Bereits vor dem Samoa-Vertrag (1899) drangen deutsche Soldaten immer wieder nach Satupaʻitea ein.

### Tsunami 2009
Am 29. September 2009 erreichte ein Tsunami die Südküste von Samoa. Durch das Frühwarnsystem konnten Personenschäden vermieden werden.

### Gesellschaft
Das Mikrofinanz-Institut Kiva arbeitet im Gebiet von Satupaʻitea und ermöglicht Menschen, mit Kleinkrediten, ihre Geschäftsideen umzusetzen. 2018 wurde das Krankenhaus eröffnet.